# Emilio Alonso
Emilio Alonso Arbeleche (L'Avana, 21 marzo 1913 – Madrid, 6 marzo 1998) è stato un cestista cubano naturalizzato spagnolo.

## Carriera
Nato a Cuba da genitori spagnoli, andò prima negli Stati Uniti al St. Paul's College di Covington (Louisiana), dove iniziò a giocare a basket con il fratello Pedro, trasferendosi poi a Madrid e fondando il Rayo Club de Madrid. Con il Rayo conquistò la Copa de España nel 1933 e nel 1936. Dopo la scomparsa del Rayo, militò nel Real Madrid.
Il 15 aprile 1935 prese parte alla prima partita della storia della Spagna. Con la selezione spagnola disputò la prima edizione degli Europei, conquistando la medaglia d'argento alle spalle della Lettonia. Con la "Roja" ha collezionato in totale 9 presenze.